# Bobby Rousseau
Joseph Jean-Paul Robert "Bobby" Rousseau, född 26 juli 1940 i Montréal, är en kanadensisk före detta ishockeyspelare.
Rousseau blev olympisk silvermedaljör i ishockey vid vinterspelen 1960 i Squaw Valley.